# Duster (Band)
Duster ist eine US-amerikanische Slowcore-Band aus San Jose, Kalifornien, bestehend aus den Multiinstrumentalisten Clay Parton, Canaan Dove Amber und früher Jason Albertini, der die Band 2022 verließ.

## Geschichte
Im Jahre 1996 von Parton und Amber gegründet, die zuvor in den Bands Mohinder und Calm zusammengearbeitet hatten, veröffentlichten sie im selben Jahr zwei Kassetten mit den Titeln On the Dodge bzw. Christmas Dust sowie eine 7" mit dem Titel Transmission, die 1997 bei Flux on Up Records erschien. Im darauffolgenden Jahr stieß Jason Albertini als Schlagzeuger dazu und wirkte an drei Titeln des Debütalbums Stratosphere (1998) mit. Mit der EP 1975 (1999) wurde Albertini noch stärker in den Schaffensprozess der Gruppe eingebunden, spielte viele weitere Instrumente ein und teilte sich die Aufnahme- und Produktionsrechte mit Parton und Amber. Mit dem 2000 erschienenen Album Contemporary Movement war er als festes Mitglied der Gruppe voll in den kreativen Prozess eingebunden.
Am 13. April 2018 posteten Duster über ihre Instagram-Seite, dass sie „ein bisschen was aufnehmen“. Später wurde angekündigt, dass die Diskografie der Band als Box-Set namens Capsule Losing Contact bei The Numero Group neu aufgelegt wird, das am 22. März 2019 veröffentlicht wurde. Am 4. Juli 2019 veröffentlichte die Band ihre erste eigenständige Single seit fast 20 Jahren mit dem Namen Interstellar Tunnel, und kündigte anschließend ihr drittes selbstbetiteltes Studioalbum an, das am 13. Dezember desselben Jahres veröffentlicht wurde.
Zu ihrer Auszeit und der anschließenden Wiedervereinigung sagte Parton: „Als wir vor fast zwei Jahrzehnten eine Pause einlegten, dachten wir nicht, dass alles komplett aufhören würde. Wir dachten, wir könnten es zumindest weiterlaufen lassen, vielleicht in einem langsameren Tempo und mit einem anderen Prozess. Aber alles wurde einfach dunkel. Wir waren immer in Kontakt und manchmal sprachen wir darüber, Duster-Sachen zu machen, aber die Tage stapelten sich einfach... In den letzten Jahren haben wir ernsthafter darüber gesprochen, zumindest eine weitere Platte zu machen. Jetzt funktioniert alles irgendwie, und wir machen neue Sachen zusammen, aber wir gehen es langsam an und machen immer noch die meisten Dinge falsch, also fühlt es sich so an, als ob wir genau da wären, wo wir aufgehört haben.“
Am 31. März 2022 veröffentlichte die Band überraschend ihr viertes Studioalbum Together über mehrere Musikvideos auf YouTube, und am darauffolgenden Tag wurde das Album zum Verkauf angeboten. Nach der Veröffentlichung gab Parton bekannt, dass Albertini Duster verlassen hatte, um sich auf sein Indie-Rock-Projekt Helvetia zu konzentrieren, obwohl Albertini in den Liner Notes der Bandcamp-Veröffentlichung seines 2023 erschienenen Albums You shot up past the moon scapegoat erklärte, dass es komplizierter war und sein Weggang auf die psychische Gesundheit zurückzuführen war.

## Nebenprojekte
Die Band veröffentlichte 2 Alben unter dem Pseudonym Valium Aggelein, die im Jahr 2020 dann auch als Box-set erneut veröffentlicht wurde. Parton hat außerdem auch Musik unter dem Pseudonym Eiafuawn (Everything is all fucked up and what not) und the Soviets produziert und hat in den Bands El Buzzard, Breasts, Parton Kooper Planetarium, Two Boys Alright, Stumpy und Ghost Drugs mitgespielt. Albertini hat zudem seine eigene Band Helvetia, die mehrere Alben auf Parton's Plattenlabel The Static Cult Label veröffentlicht hat und spielte für Mike Johnson, Built to Spill und Xiu Xiu. Amber hat ebenfalls eine EP unter seinem eigenen Namen veröffentlicht.

## Stil
Die Gruppe wird im Allgemeinen dem Indie-Rock zugeordnet, wurde aber von Kritikern aufgrund ihres einzigartigen Sounds auch oft mit dem Space-Rock-Revival und der Slowcore-Bewegung in Verbindung gebracht. Der Stil der Band lässt sich dementsprechend auch als sehr langsam, nachdenklich und die Texte auch als schwermütig beschreiben. Um ihre Musik zu produzieren, nimmt die Band typischerweise mit billigem und älterem Aufnahmeequipment, wie z. B. Kassettendecks, in ihrem Low Earth Orbit Studio auf, was kein tatsächlicher Ort ist, sondern eher der Name eines imaginären Ortes, an dem die Band arbeitet, was ihrer Musik eine Lo-Fi-Qualität verleiht.

## Diskografie

### Studioalben
- 1998: Stratosphere
- 2000: Contemporary Movement
- 2019: Duster
- 2022: Together
- 2024: In Dreams

### Kompilationen
- 1997: Up in Orbit!
- 1998: Up Next
- 1998: Zum Audio, Vol. 2

### EPs
- 1997: Transmission, Flux
- 1998: Apex, Trance-Like
- 1999: 1975
- 2024: Duster & Dirty Art Cub - Anhedonia II / Ecstasy Cowgirl

### Limitierte Veröffentlichungen
- 1996: On the Dodge
- 1996: Christmas Dust
- 1997: Dweller on the Threshold (als Valium Aggelein)
- 1998: Hier kommt der schwartze mond (als Valium Aggelein)

### SoundCloud-Exklusive Veröffentlichungen
- 2018: Experimental Dust (2000)
- 2019: On the Air (live KSCU radio set, 1997)
- 2019: Test Phase, Tape One (1997)
- 2019: Rarities (2001)

### Singles
- 2019: What You’re Doing to Me
- 2019: Copernicus Crater
- 2023: Inside Out (UK: Silber, US: Gold)[10]
- 2019: Letting Go
- 2022: What Are You Waiting For

### Boxsets
- 2019: Capsule Losing Contact
- 2020: Black Moon (als Valium Aggelein)

### Musikvideos
- 2003: Me and the Birds (Up Records)
- 2019: Interstellar Tunnel
- 2019: Copernicus Crater
- 2019: Lomo
- 2020: Isolation Sounds
- 2022: Drifter
- 2022: Escalator
- 2022: Feel No Joy
- 2022: Making Room
- 2022: Sad Boys
- 2022: New Directions